# Copa da Liga Japonesa de 2009
A Copa da Liga Japonesa 2009 foi a 17a edição da Copa da Liga Japonesa, iniciou-se em 25 de março de 2009 e está previsto pra terminar no dia 3 de novembro do mesmo ano ,com a final sendo jogada no Estádio Olímpico de Tóquio.
O FC Tokyo sagrou-se campeão ao derrotar o Kawasaki Frontale na final por 2 a 0 e enfrentará o campeão da Copa Sul-americana de 2009 na decisão da Copa Suruga Bank de 2010.

## Fase de grupos
| Legenda                           |
| --------------------------------- |
| Classificados às quartas-de-final |
| Eliminados                        |

| Time                | Pts | J | V | E | D | GP | GC | SG  |
| ------------------- | --- | - | - | - | - | -- | -- | --- |
| Urawa Red Diamonds  | 13  | 6 | 4 | 1 | 1 | 11 | 4  | +7  |
| Yokohama F. Marinos | 11  | 6 | 3 | 2 | 1 | 12 | 6  | +6  |
| Sanfrecce Hiroshima | 10  | 6 | 3 | 1 | 2 | 17 | 8  | +9  |
| Oita Trinita        | 8   | 6 | 1 | 5 | 0 | 10 | 9  | +1  |
| RB Omiya Ardija     | 7   | 6 | 2 | 1 | 3 | 6  | 17 | −11 |
| Júbilo Iwata        | 6   | 6 | 1 | 3 | 2 | 4  | 5  | −1  |
| Albirex Niigata     | 1   | 6 | 0 | 1 | 5 | 2  | 13 | −11 |

| 25 de março         |     |                     |
| Sanfrecce Hiroshima | 1–0 | Urawa Red Diamonds  |
| Júbilo Iwata        | 0–0 | Yokohama F. Marinos |
| RB Omiya Ardija     | 2–1 | Albirex Niigata     |
| 29 de março         |     |                     |
| Albirex Niigata     | 0–0 | Júbilo Iwata        |
| Oita Trinita        | 0–0 | RB Omiya Ardija     |
| Yokohama F. Marinos | 0–1 | Urawa Red Diamonds  |
| 25 de maio          |     |                     |
| RB Omiya Ardija     | 1–0 | Júbilo Iwata        |
| Yokohama F. Marinos | 3–1 | Sanfrecce Hiroshima |
| Oita Trinita        | 1–1 | Urawa Red Diamonds  |
| 30 de maio          |     |                     |
| Sanfrecce Hiroshima | 7–0 | RB Omiya Ardija     |
| Urawa Red Diamonds  | 2–0 | Albirex Niigata     |
| Yokohama F. Marinos | 3–3 | Oita Trinita        |
| 3 de junho          |     |                     |
| Urawa Red Diamonds  | 1–0 | Júbilo Iwata        |
| Albirex Niigata     | 0–3 | Yokohama F. Marinos |
| Oita Trinita        | 2–2 | Sanfrecce Hiroshima |
| 7 de junho          |     |                     |
| Sanfrecce Hiroshima | 5–1 | Albirex Niigata     |
| RB Omiya Ardija     | 1–3 | Yokohama F. Marinos |
| Júbilo Iwata        | 2–2 | Oita Trinita        |
| 13 de junho         |     |                     |
| Urawa Red Diamonds  | 6–2 | RB Omiya Ardija     |
| Albirex Niigata     | 1–2 | Oita Trinita        |
| Júbilo Iwata        | 2–1 | Sanfrecce Hiroshima |

| Time              | Pts | J | V | E | D | GP | GC | SG |
| ----------------- | --- | - | - | - | - | -- | -- | -- |
| FC Tokyo          | 13  | 6 | 4 | 1 | 1 | 10 | 6  | +4 |
| Shimizu S-Pulse   | 12  | 6 | 4 | 0 | 2 | 9  | 7  | +2 |
| Kashiwa Reysol    | 11  | 6 | 3 | 2 | 1 | 12 | 5  | +7 |
| JEF United Chiba  | 8   | 6 | 2 | 2 | 2 | 6  | 6  | 0  |
| Montedio Yamagata | 7   | 6 | 2 | 1 | 3 | 6  | 7  | −1 |
| Vissel Kobe       | 7   | 6 | 2 | 1 | 3 | 4  | 7  | −3 |
| Kyoto Sanga       | 1   | 6 | 0 | 1 | 5 | 3  | 12 | −9 |

| 25 de março       |     |                   |
| Kashiwa Reysol    | 3–1 | FC Tokyo          |
| Vissel Kobe       | 1–1 | JEF United Chiba  |
| Montedio Yamagata | 3–1 | Kyoto Sanga       |
| 29 de março       |     |                   |
| Shimizu S-Pulse   | 2–0 | Kyoto Sanga       |
| FC Tokyo          | 1–0 | Vissel Kobe       |
| JEF United Chiba  | 1–1 | Kashiwa Reysol    |
| 20 de maio        |     |                   |
| JEF United Chiba  | 0–1 | FC Tokyo          |
| Shimizu S-Pulse   | 0–1 | Montedio Yamagata |
| Kyoto Sanga       | 0–1 | Vissel Kobe       |
| 30 de maio        |     |                   |
| Montedio Yamagata | 0–1 | JEF United Chiba  |
| Kyoto Sanga       | 1–1 | FC Tokyo          |
| Kashiwa Reysol    | 1–2 | Shimizu S-Pulse   |
| 3 de junho        |     |                   |
| Kashiwa Reysol    | 3–0 | Vissel Kobe       |
| Shimizu S-Pulse   | 2–1 | JEF United Chiba  |
| FC Tokyo          | 3–1 | Montedio Yamagata |
| 7 de junho        |     |                   |
| Montedio Yamagata | 1–1 | Kashiwa Reysol    |
| Vissel Kobe       | 1–2 | Shimizu S-Pulse   |
| JEF United Chiba  | 2–1 | Kyoto Sanga       |
| 13 de junho       |     |                   |
| FC Tokyo          | 3–1 | Shimizu S-Pulse   |
| Kyoto Sanga       | 3–0 | Kashiwa Reysol    |
| Vissel Kobe       | 1–0 | Montedio Yamagata |

 
|
 
|}

## Fase final

### Esquema
|  | Quartas de final    | Quartas de final    | Quartas de final | Quartas de final |   |                   | Semifinais | Semifinais | Semifinais | Semifinais |  |  | Final             | Final |
|  |                     |                     |                  |                  |   |                   |            |            |            |            |  |  |                   |       |
|  | Kashima Antlers     | 1                   | 0                | 1                |   |                   |            |            |            |            |  |  |                   |       |
|  | Kawasaki Frontale   | 0                   | 3                | 3                |   |                   |            |            |            |            |  |  |                   |       |
|  | Kawasaki Frontale   | 0                   | 3                | 3                |   | Kawasaki Frontale | 2          | 1          | 3          |            |  |  |                   |       |
|  |                     |                     |                  |                  |   | Kawasaki Frontale | 2          | 1          | 3          |            |  |  |                   |       |
|  |                     | Yokohama F. Marinos | 0                | 1                | 1 |                   |            |            |            |            |  |  |                   |       |
|  | Gamba Osaka         | Yokohama F. Marinos | 0                | 1                | 1 | 1                 | 2          | 3          |            |            |  |  |                   |       |
|  | Gamba Osaka         |                     |                  |                  |   | 1                 | 2          | 3          |            |            |  |  |                   |       |
|  | Yokohama F. Marinos | 3                   | 1                | 4                |   |                   |            |            |            |            |  |  |                   |       |
|  |                     |                     |                  |                  |   |                   |            |            |            |            |  |  | Kawasaki Frontale | 0     |
|  |                     |                     | FC Tokyo         | 2                |   |                   |            |            |            |            |  |  |                   |       |
|  | Urawa Red Diamonds  | 2                   | 0                | 2                |   |                   |            |            |            |            |  |  |                   |       |
|  | Shimizu S-Pulse     | 1                   | 3                | 4                |   |                   |            |            |            |            |  |  |                   |       |
|  | Shimizu S-Pulse     | 1                   | 3                | 4                |   | Shimizu S-Pulse   | 2          | 0          | 2          |            |  |  |                   |       |
|  |                     |                     |                  |                  |   | Shimizu S-Pulse   | 2          | 0          | 2          |            |  |  |                   |       |
|  |                     | FC Tokyo            | 2                | 1                | 3 |                   |            |            |            |            |  |  |                   |       |
|  | FC Tokyo            | FC Tokyo            | 2                | 1                | 3 | 5                 | 1          | 6          |            |            |  |  |                   |       |
|  | FC Tokyo            |                     |                  |                  |   | 5                 | 1          | 6          |            |            |  |  |                   |       |
|  | Nagoya Grampus      | 1                   | 2                | 3                |   |                   |            |            |            |            |  |  |                   |       |

### Quartas-de-final

#### Jogos de Ida
| 15 de julho   | Gamba Osaka  | 1 – 3     | Yokohama F. Marinos                   | Estádio Osaka Expo '70, Suita            |
| 19:00 (UTC+9) | Nakazawa 49' | Relatório | Yamase 40' · Sakata 68' · Matsuda 85' | Público: 7,102 Árbitro: Yuichi Nishimura |

| 15 de julho   | Kashima Antlers | 1 – 0     | Kawasaki Frontale | Estádio Kashima, Kashima                   |
| 19:00 (UTC+9) | Ogasawara 83'   | Relatório |                   | Público: 7,935 Árbitro: Nobutsugu Murakami |

| 15 de julho   | FC Tokyo                                                              | 5 – 1     | Nagoya Grampus | Estádio Ajinomoto, Chofu                    |
| 19:30 (UTC+9) | Hirayama 3' · Yonemoto 10' · Ishikawa 11' · Nagatomo 26' · 75' (g.c.) | Relatório | Edamura 48'    | Público: 12,226 Árbitro: Kazuhiko Matsumura |

| 15 de julho   | Urawa Red Diamonds        | 3 – 0     | Shimizu S-Pulse | Estádio Saitama 2002, Saitama       |
| 19:30 (UTC+9) | Tanaka 24' · Edmilson 60' | Relatório | Edamura 48'     | Público: 21,271 Árbitro: Ryuji Sato |

#### Jogos de Volta
| 29 de julho   | Nagoya Grampus         | 2 – 1     | FC Tokyo     | Mizuho Athletic Stadium, Nagoya        |
| 19:00 (UTC+9) | Maki 33' · Yoshida 65' | Relatório | Hirayama 85' | Público: 6,463 Árbitro: Joji Kashihara |

| 29 de julho   | Shimizu S-Pulse                          | 3 – 0     | Urawa Red Diamonds | Estádio Nihondaira Sports, Shizuoka  |
| 19:00 (UTC+9) | Abe 0' (g.c.) · Okazaki 44' · Aoyama 62' | Relatório |                    | Público: 12,014 Árbitro: Minoru Tojo |

| 29 de julho   | Yokohama F. Marinos | 1 – 2     | Gamba Osaka              | Estádio de Mitsuzawa, Yokohama         |
| 19:30 (UTC+9) | Hasegawa 23'        | Relatório | Myojin 16' · Leandro 74' | Público: 9,133 Árbitro: Masaaki Iemoto |

| 29 de julho   | Kawasaki Frontale                             | 3 – 0 (pro.) | Kashima Antlers | Estádio Todoroki Athletics, Kawasaki        |
| 19:30 (UTC+9) | Juninho 89' · Renatinho 94' · Chong Tese 102' | Relatório    |                 | Público: 13,581 Árbitro: Hiroyoshi Takayama |

### Semifinais

#### Jogos de Ida
| 2 de setembro | Kawasaki Frontale            | 2 – 0     | Yokohama F. Marinos | Todoroki Athletics Stadium, Kawasaki    |
| 19:00 (UTC-9) | Chong Tese 15' · Juninho 57' | Relatório |                     | Público: 11,850 Árbitro: Joji Kashihara |

| 2 de setembro | Shimizu S-Pulse           | 2 – 2     | FC Tokyo                  | Nihondaira Sports Stadium, Shizuoka     |
| 19:00 (UTC-9) | Johnsen 34' · Edamura 69' | Relatório | Yonemoto 33' · Cabore 42' | Público: 10,026 Árbitro: Masaaki Iemoto |

#### Jogos de Volta
| 6 de setembro | Yokohama F. Marinos | 1 – 1     | Kawasaki Frontale | Nissan Stadium, Yokohama             |
| 18:00 (UTC-9) | Yamase 68'          | Relatório | Juninho 89'       | Público: 16,467 Árbitro: Kenji Ogiya |

| 6 de setembro | FC Tokyo     | 1 – 0     | Shimizu S-Pulse | Ajinomoto Stadium, Tokyo                    |
| 18:00 (UTC-9) | Hirayama 16' | Relatório |                 | Público: 22,181 Árbitro: Toshimitsu Yoshida |

## Premiação
| Copa da Liga Japonesa 2009   |
| ---------------------------- |
| FC Tokyo Campeão (2º título) |